# Орден Фелікса Дзержинського
Орден Фелікса Дзержинського (рос. Орден Феликса Дзержинского) — нереалізований проєкт створення радянського ордена на честь засновника ВНК Фелікса Дзержинського.

## Опис ордена
Орден Фелікса Дзержинського є знаком, що зображує поміщений на Червону Зірку барельєф Фелікса Дзержинського. Барельєф обрамлений вінком з лаврового листя сталевого кольору. Зверху — меч і Червоний Прапор з гаслом «Пролетарии всех стран, соединяйтесь», внизу ордена на червоній стрічці напис: «ЗА БЕСПОЩАДНУЮ БОРЬБУ С КОНТРРЕВОЛЮЦИЕЙ» — символ готовності до нещадної боротьби з ворогами пролетарської революції.

## Проєкт ордена Фелікса Дзержинського
З проханням про заснування такого знака в листопаді 1932 року Голова ОДПУ В. Р. Менжинський звертався до Сталіна: Але рішення Сталіна було негативним, і ця нагорода залишилася нереалізованою..

## Громадська нагорода в Російській Федерації
За ініціативи Спілки ветеранів держбезпеки в рамках ювілейного року були розроблені і виготовлені[ким?] нагороди: медаль ордена Ф. Е. Дзержинського і медаль 130 років з дня народження Ф. Е. Дзержинського".